# Velika Jamnička
Velika Jamnička is een plaats in de gemeente Pisarovina in de Kroatische provincie Zagreb. De plaats telt 150 inwoners (2001).